# (22443) 1996 TJ11
1996 تي جاي 11 (ويعرف أيضًا باسم (22443) 1996 تي جاي 11 وفق تسمية الكوكب الصغير) (بالإنجليزية: 1996 TJ11)‏ هو كويكب ضمن حزام الكويكبات؛ وترتيبه 22443 من حيث الاكتشاف.
اكتُشف هذا الجُرم الفلكي بواسطة Kin Endate ‏ في 11 أكتوبر 1996.

## وصلات خارجية
- (22443) 1996 TJ11 في قاعدة بيانات مختبر الدفع النفاث لأجرام النظام الشمسي الصغيرة

- الاكتشاف · مخطط المدار ·  العناصر المدارية · المعلمات المادية

- (22443) 1996 TJ11 على موقع ويكي سكاي: DSS2, SDSS, GALEX, IRAS, Hydrogen α, X-Ray, Astrophoto, Sky Map, Articles and images